# Aghireșu-Fabrici
Aghireșu-Fabrici (węg. Egeres Gyártelep) – wieś w Rumunii, w okręgu Kluż, w gminie Aghireșu. W 2011 roku liczyła 3193 mieszkańców.